# Bergfriedhof (Schönau am Königssee)

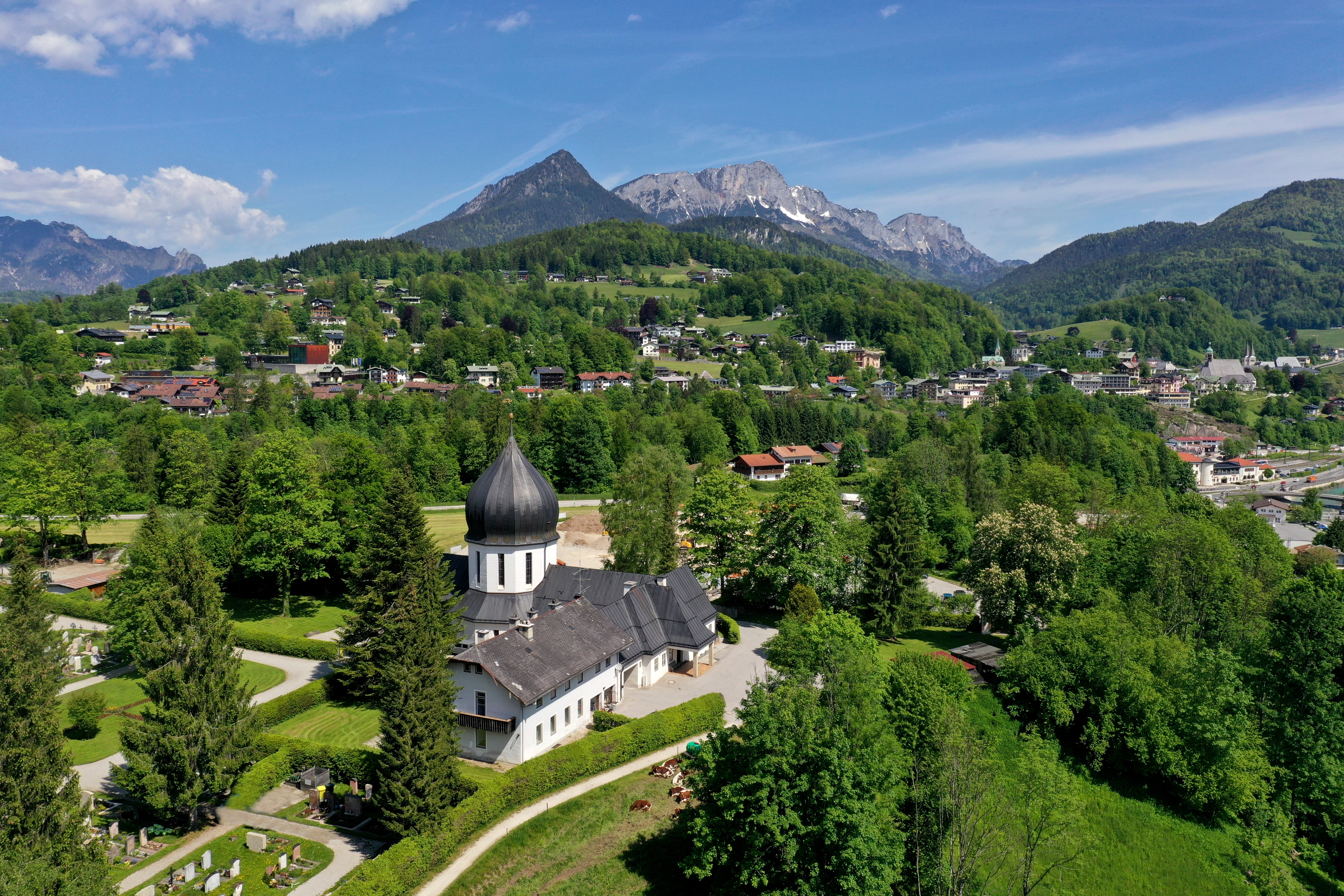
Friedhofskapelle und kleiner Ausschnitt des Bergfriedhofs mit Blick zum Untersberg

Der Bergfriedhof ist ein Kommunalfriedhof im Ortsteil Oberschönau der Gemeinde Schönau am Königssee, der 1948 angelegt wurde und derzeit 4.500 Grabstätten umfasst. Träger ist der Friedhofsverband Berchtesgaden, dem der Markt Berchtesgaden sowie die Gemeinden Bischofswiesen und Schönau am Königssee angehören.

## Geschichte

### Bergfriedhof
Der Bergfriedhof ist der dritte und damit neueste Friedhof, auf dem in der Hauptsache Bürger aus Berchtesgaden, Bischofswiesen und Schönau am Königssee beerdigt werden.
Der erste Friedhof für Berchtesgaden ist seit 1359 bekannt und war um die Pfarrkirche St. Andreas gruppiert sowie in dem Zwischenraum von Pfarrkirche und Stiftskirche angelegt. Dieser Friedhof wurde 1806 endgültig aufgelassen, doch bereits 1685 reichte der Platz nicht mehr aus und am Anger neben der Franziskanerkirche in Berchtesgaden wurde ein neuer Friedhof angelegt – der heutige Alte Friedhof.
Nachdem auch der Alte Friedhof an seine Grenzen zu stoßen begonnen hatte, gab es bereits 1891 wie auch 1910 Bestrebungen, den Friedhof außerhalb des Ortes zu verlegen – umgesetzt wurde das jedoch erst am 22. April 1948 mit dem Bergfriedhof als neuem Friedhof im Ortsteil Oberschönau der Gemeinde Schönau am Königssee. Er liegt unweit des Hauptbahnhofs Berchtesgaden auf der Anhöhe des Sulzbergs. Den Entwurf verfasste Alwin Seifert. Auf diesem Gelände hatte Fürstpropst Franz Anton Josef von Hausen-Gleichenstorff († 1780) sein Schloss Lustheim errichtet, das 1938 während der Zeit des Nationalsozialismus zerstört und abgetragen wurde. Das an seiner Stelle geplante „Parteiforum“ wurde wegen des Kriegsausbruchs allerdings nicht mehr gebaut.
Zwischen 1952 und 1956 wurde in der unmittelbaren Nachbarschaft eine Kriegsgräberstätte zum Gedenken an die Toten des Ersten und Zweiten Weltkrieges errichtet.
Ende September 2015 wurde der Bergfriedhof bei dem landesweiten Wettbewerb „Unser Friedhof, Ort der Würde, Kultur und Natur“ des Bayerischen Landesverbandes für Gartenbau und Landespflege e. V. als Sieger des Landkreises Berchtesgadener Land mit einer Bronzeplakette sowie einer Ehrenurkunde von Staatsministerin Ulrike Scharf ausgezeichnet.

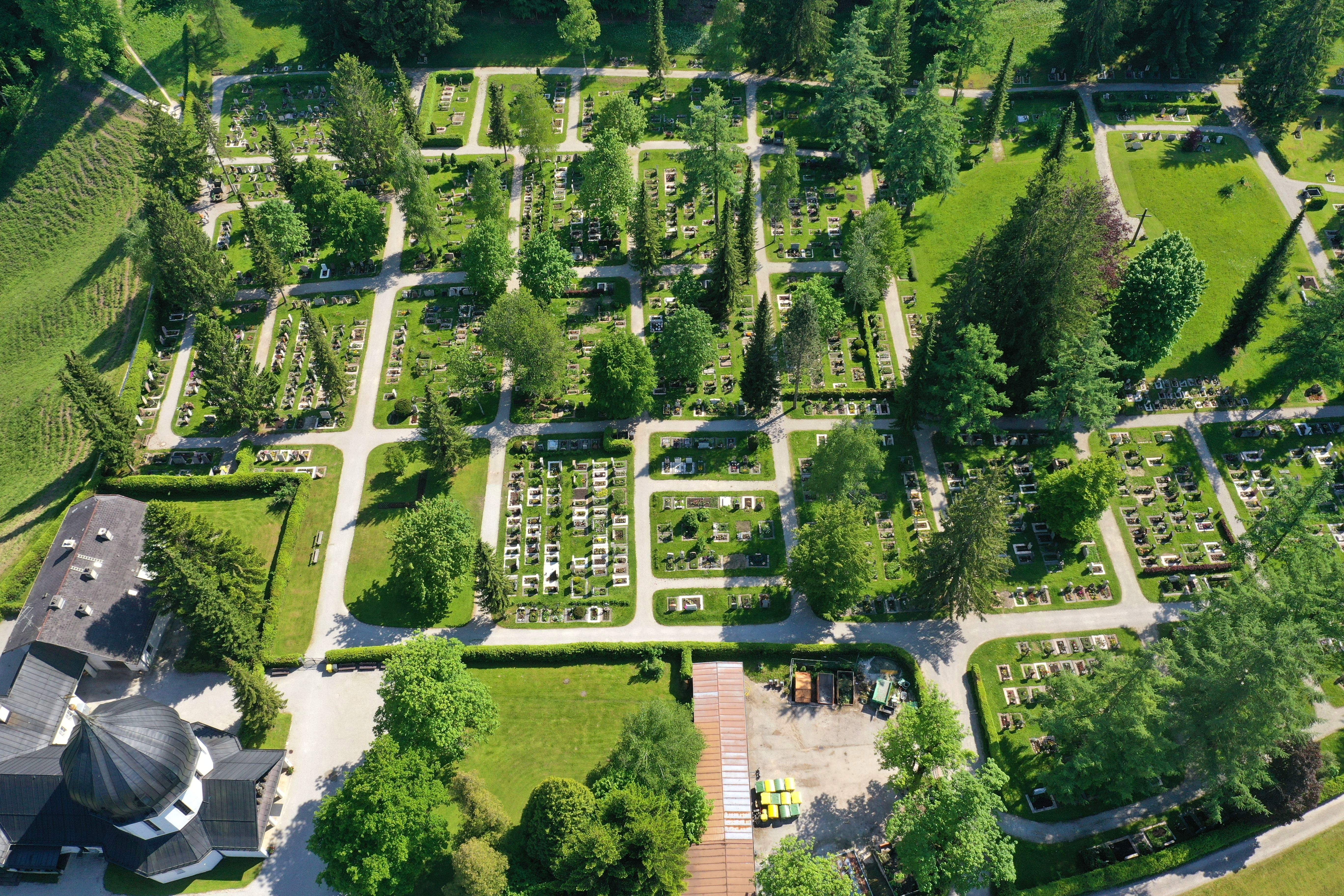
Bergfriedhof, östlicher Teil mit Eingang u. Friedhofskapelle (Draufsicht)
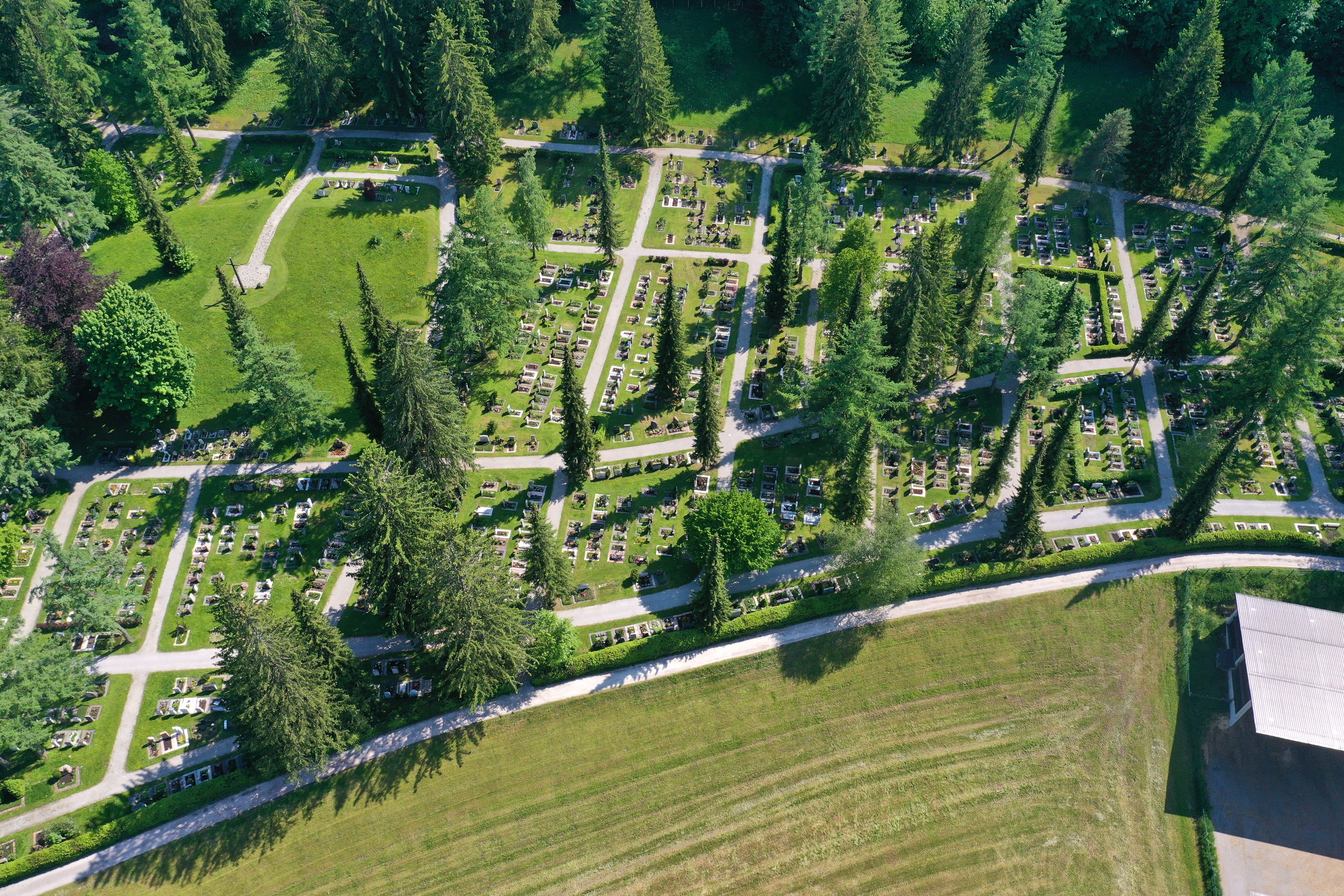
Bergfriedhof, westlicher Teil  (Draufsicht)
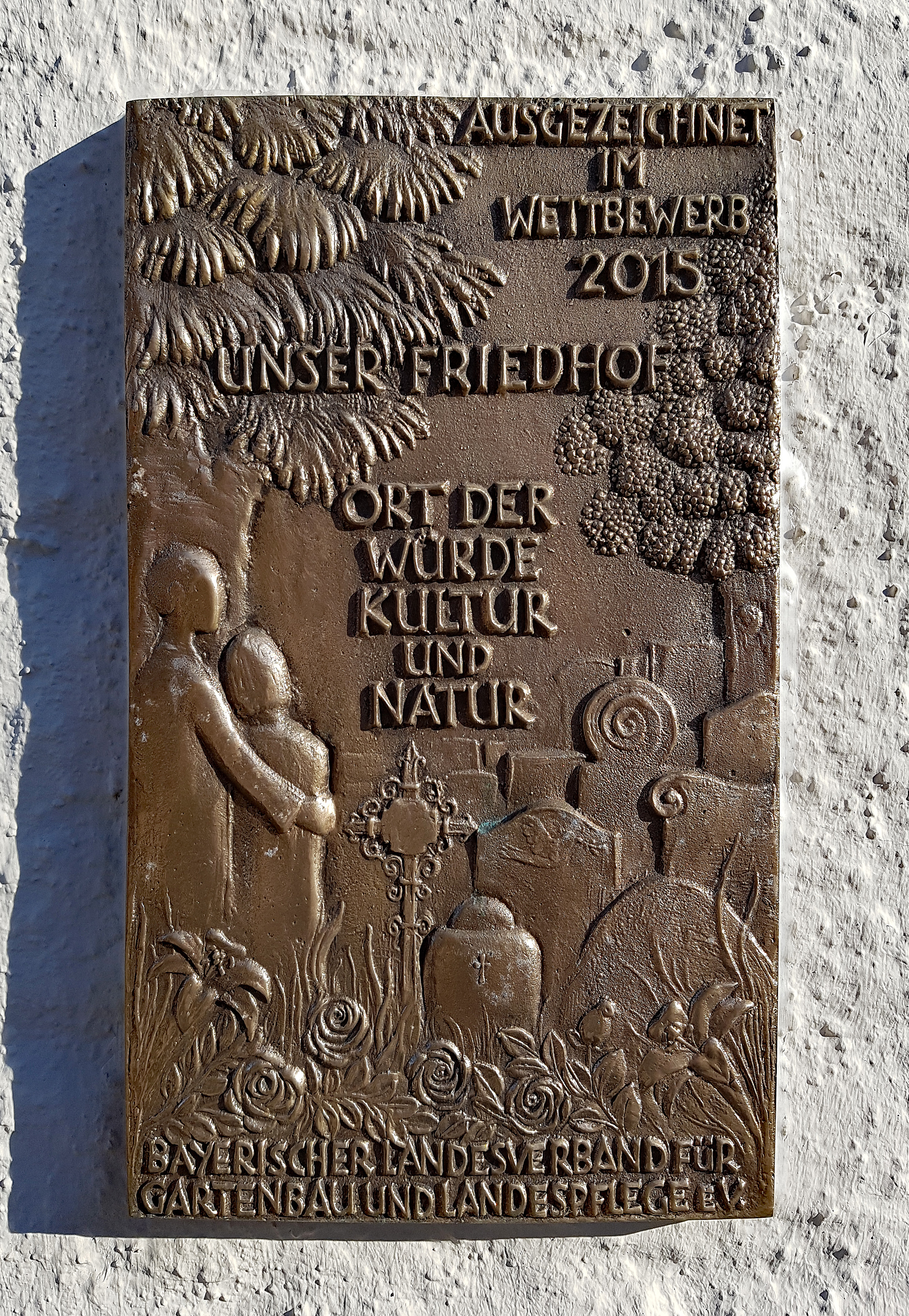
Plakette zur Auszeichnung von 2015

### Friedhofskapelle
Die Friedhofskapelle mit Aussegnungshalle für den Bergfriedhof wurde 1960/61 nach den Plänen des vermutlich ortsansässigen Architekten Georg Zimmermann gebaut und mit einem offenen Glockenturm ausgestattet.

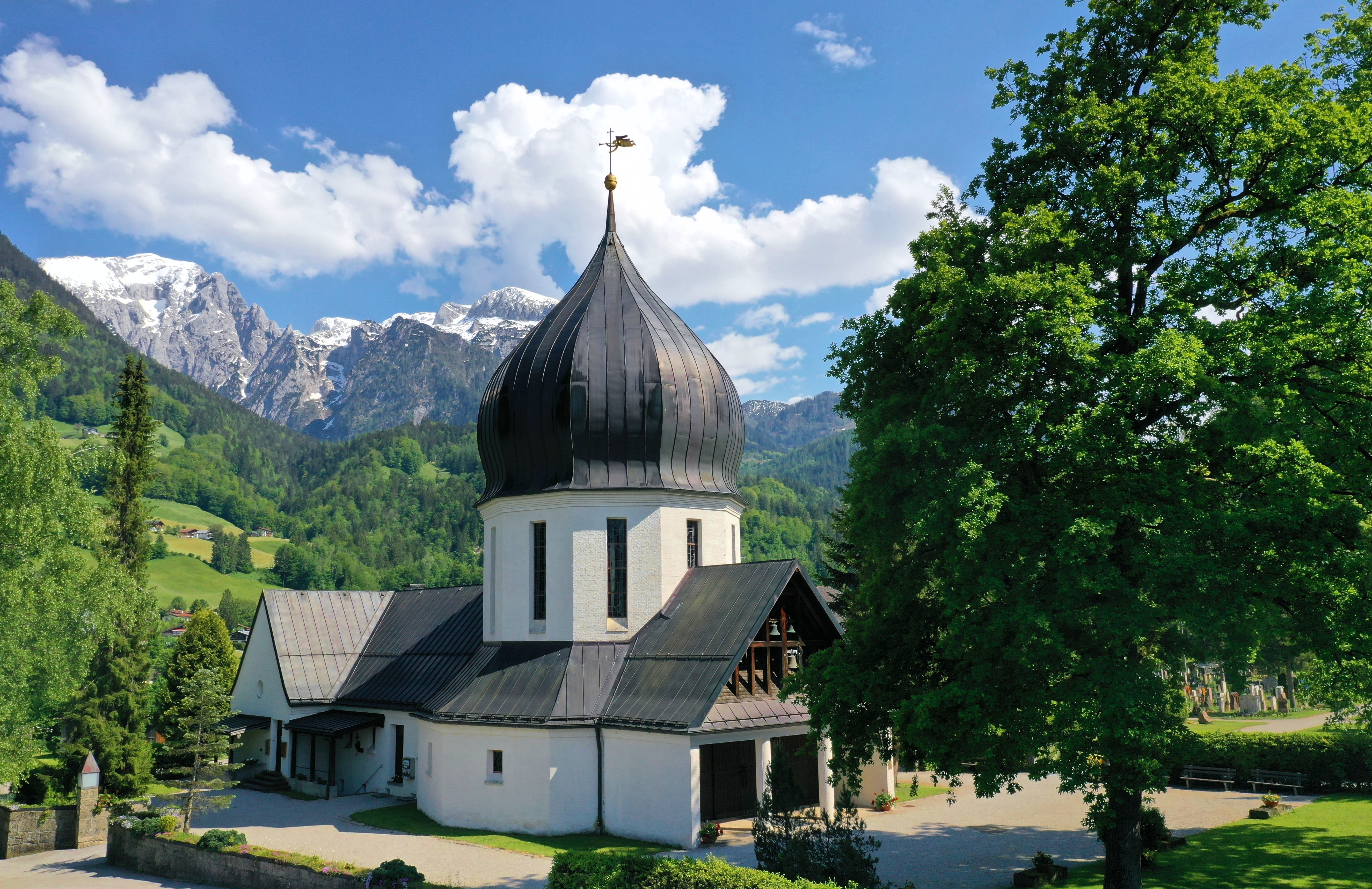
Friedhofskapelle, links davor der Eingang zum Bergfriedhof
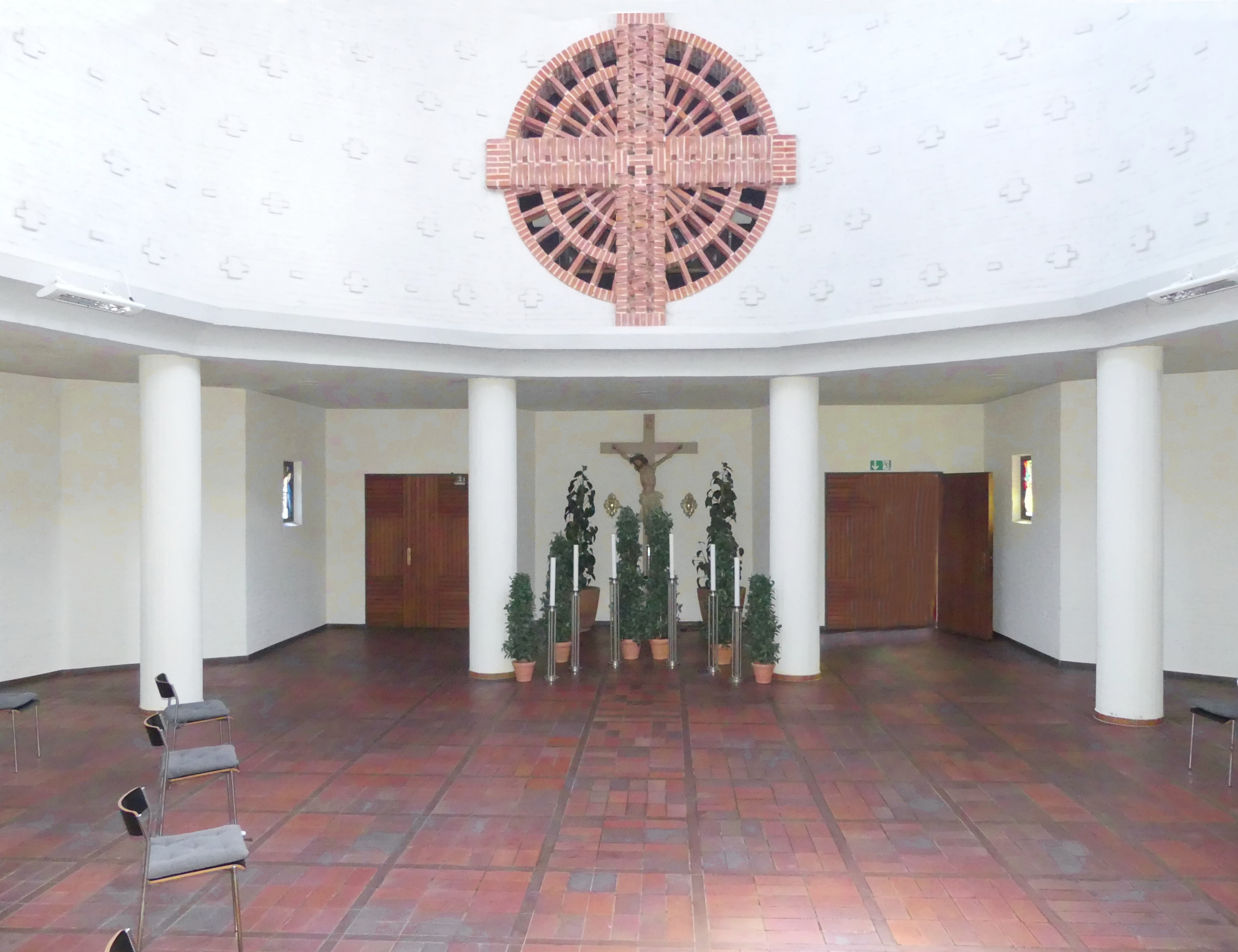
Friedhofskapelle bzw. Aussegnungshalle Innenaufnahme (Kreuz, Seiteneingänge)
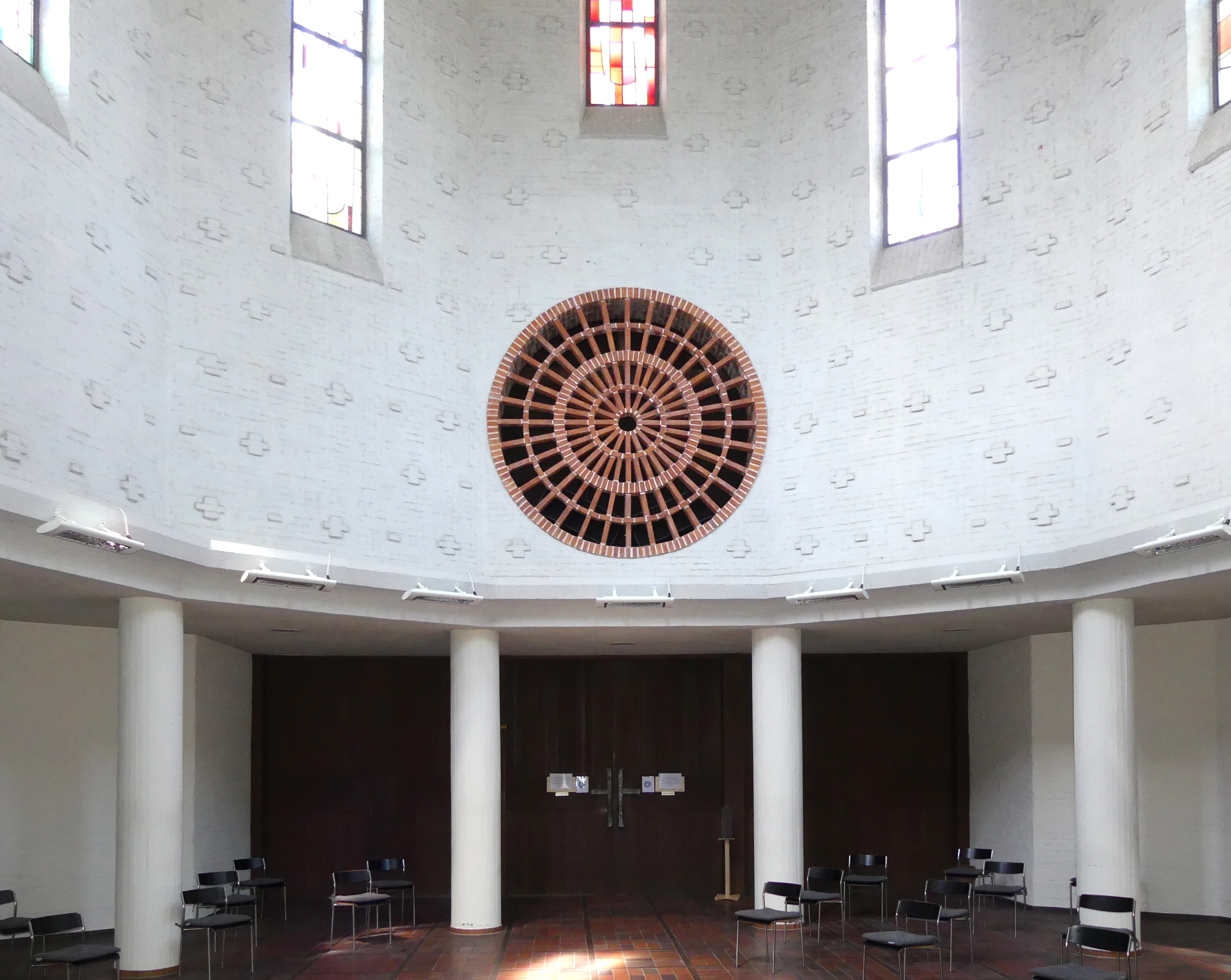
Aussegnungshalle Innenaufnahme (Ausgangsbereich)

## Organisation
Der Bergfriedhof wird vom Friedhofsverband Berchtesgaden als Zweckverband der Gemeinden Markt Berchtesgaden, Bischofswiesen und Schönau am Königssee auf dem Gebiet des Bestattungswesens mit Sitz in Berchtesgaden unterhalten. Neben dem Bergfriedhof mit ca. 4500 Grabstätten sowie der daran angeschlossenen Kriegsgräberstätte mit ca. 1000 Grabstätten in Oberschönau einschließlich der dazugehörigen Gebäude, wie z. B. der Aussegnungshalle, unterhält der Zweckverband auch noch den Alten Friedhof in Berchtesgaden mit ca. 1500 Grabstätten.
Auf beiden Friedhöfen zusammen finden jährlich etwa 260 Bestattungen statt.

## Grabstellen bekannter Persönlichkeiten

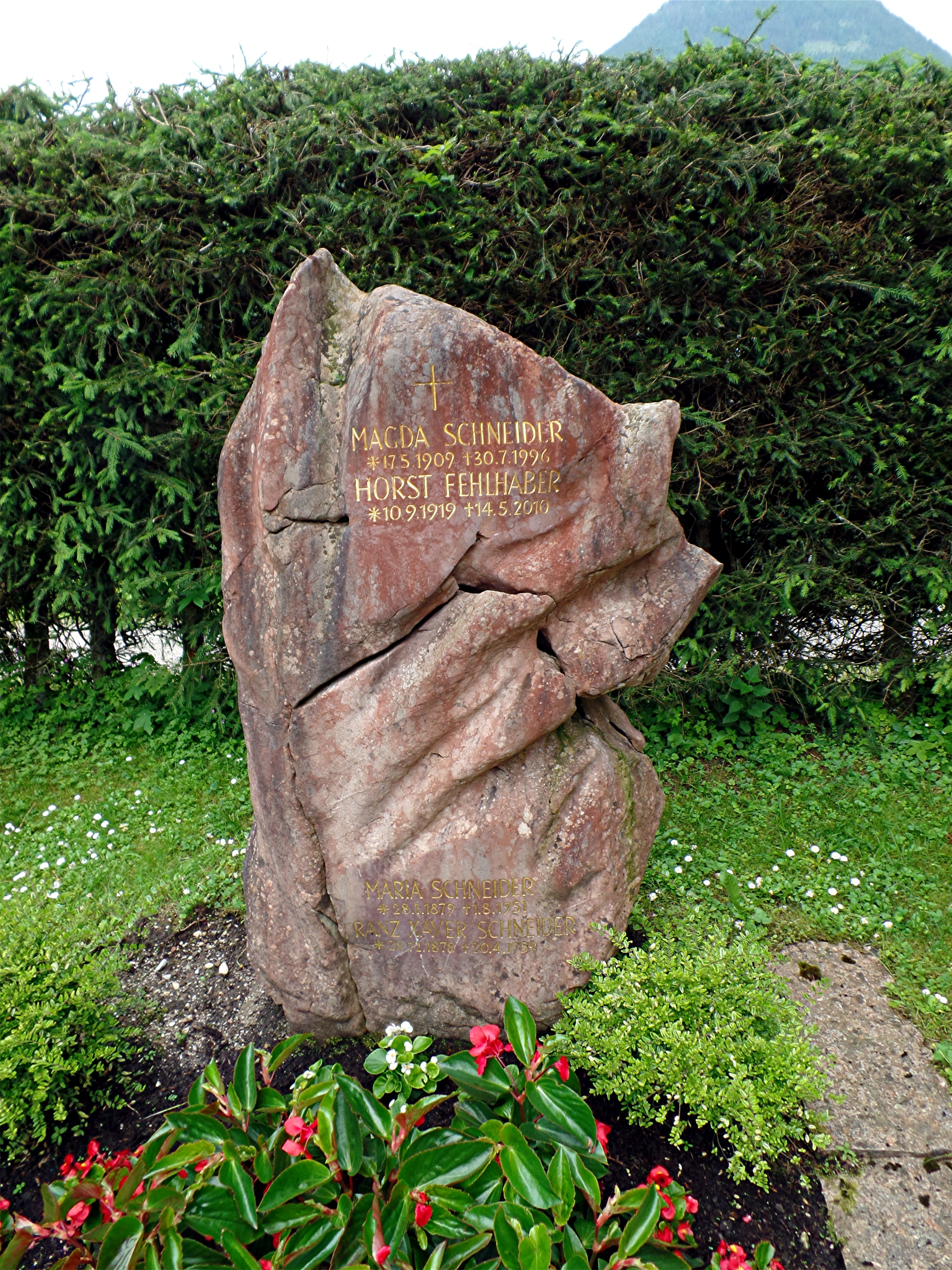
Grabstätte Magda Schneider

Auf dem Bergfriedhof sind auch Grabstätten einiger bekannter Persönlichkeiten, darunter:
- Hans Angerer (1941–2012), Verwaltungsjurist, Regierungspräsident von Oberfranken
- Alfred Essler (1929–2013), Bildhauer und Keramiker.
- Burgl Färbinger (1945–2025), Skirennläuferin
- Manfred Feulner (1922–2011), Gymnasiallehrer, Sachbuchautor und Gemeindearchivar von Berchtesgaden
- Paula Hitler (1896–1960), Schwester Adolf Hitlers
- Fritz Hippler (1909–2002), nationalsozialistischer deutscher Filmpolitiker
- Karl Theodor Jacob (1908–1980), deutscher Politiker der CSU, Landrat der einstigen Landkreise Lohr am Main und Berchtesgaden sowie erster Präsident der Bayerischen Landesbank.
- Hertha Karasek-Strzygowski (1896–1990), österreichische, nach 1945 deutsche Malerin, Künstlerin und Schriftstellerin (Grab aufgelassen)
- Rudolf Kriss (1903–1973), Brauereibesitzer, Volkskundler und kommunaler CSU-Politiker.
- Lenz Kriss-Rettenbeck (1923–2005), Volkskundler und Generaldirektor des Bayerischen Nationalmuseums, Adoptivsohn von Rudolf Kriss
- Gertrud von Kunowski (1877–1960), Malerin
- Georg Leber (1920–2012), deutscher Gewerkschaftsführer und Politiker (SPD), Bundesverkehrsminister (1966–72), Bundespostminister (1969–72), Bundesverteidigungsminister (1972–78) und Bundestagsvizepräsident (1979–83)
- Ernst Maisel (1896–1978), Generalleutnant der Wehrmacht, Überbringer des Ultimatums Hitlers an Generalfeldmarschall Rommel
- Rudolf Müller (1912–2009), Landrat des einstigen Landkreises Berchtesgaden (1964–1972), anschließend erster Landrat des neu gebildeten Landkreises Berchtesgadener Land (1972–1978)
- Rudolf Rostock (1916–1964), deutscher Kommunalpolitiker und Landrat des einstigen Landkreises Berchtesgaden (1964).
- Paul Schallweg (1914–1998), Schriftsteller, Kulturmanager und Kulturförderer
- Rudolf Schmundt (1896–1944), General der Infanterie und Chefadjutant der Wehrmacht bei Adolf Hitler.
- Magda Schneider (1909–1996), Schauspielerin, Mutter der Schauspielerin Romy Schneider.
- Günther Schödel (1922–2015), deutscher Botschafter
- Erica Schwarz (1905–1983), Schriftstellerin, Verfasserin von Jugendbüchern, Gedichten sowie Reiseführern und alpinistischen Sachbüchern.
- Johannes Stark (1874–1957), Träger des Nobelpreises für Physik und Anhänger des Nationalsozialismus sowie Vertreter der sogenannten Deutschen Physik
- Hans Thierfelder (1913–1987), deutscher Unternehmer und Textilfabrikant
- Fritz Todt (1891–1942), SA-Obergruppenführer, Gründer der Organisation Todt, Reichsminister für Bewaffnung und Munition – wurde in Berlin auf dem Invalidenfriedhof bestattet,[8] seine Grabstätte aber nach dem Krieg geschleift.[9] Auf dem Bergfriedhof jedoch wird seiner noch immer mit einem Kenotaph gedacht.[10]
- Albert Viethen (1897–1978), Pädiater, Hochschullehrer und Klinikleiter sowie SS-Obersturmführer
- Hans-Erich Voss (1897–1969), Vizeadmiral der Wehrmacht